# Consumentenprijsindex
De Consumentenprijsindex (CPI)  is een prijsindex voor Nederland. Het Centraal Bureau voor de Statistiek (CBS) publiceert maandelijks informatie over de CPI. Er wordt in beknopte vorm beschreven wat consumentenprijsindexcijfers zijn, hoe ze worden vastgesteld, welke verschillende CPI-reeksen worden berekend en hoe ze worden toegepast in de praktijk. 
De CPI geeft de prijsontwikkeling weer van goederen en diensten die Nederlandse huishoudens aanschaffen voor consumptie. Het wordt veel gebruikt door het bedrijfsleven en de overheid, onder andere bij loononderhandelingen, de indexering van huren en lijfrenten en voor de aanpassing van belastingtabellen. De inflatie wordt gemeten als de procentuele stijging van de CPI in een bepaalde periode ten opzichte van dezelfde periode van het voorgaande jaar.
De consumentenprijsindex heeft betrekking op goederen en diensten die in Nederland door een gemiddeld huishouden in een basisjaar voor consumptie zijn aangeschaft. Het pakket goederen en diensten dat gebruikt wordt voor het meten van de prijsontwikkeling wordt ook wel (boodschappen)mandje genoemd. Inhoud van dit mandje bestaat onder andere uit voedingsmiddelen, duurzame consumptiegoederen, huur, school en collegegeld, energiekosten, onroerendezaakbelasting en motorrijtuigenbelasting. Wat niet meetelt bij de berekening van de CPI zijn de inkomstenbelasting en sociale premies. 

## CPI-waarden en daarvan afgeleide waarden
De CPI van een maand is het prijsniveau in die maand van het mandje ten opzichte van het gemiddelde prijsniveau in een bepaald jaar: het zogenoemde basisjaar. Tegenwoordig, in 2020, is dit 2015. Deze gemiddelde prijs in 2015 wordt op 100 gesteld, de korte aanduiding hiervan is "2015 = 100". Vaak wordt het gemiddelde bekeken van de CPI van 12 opeenvolgende maanden (niet noodzakelijk een kalenderjaar). Voor januari t/m december 2015 is dit uiteraard 100. De "jaarmutatie CPI" van een maand correspondeert met de CPI van die maand gedeeld door de CPI van 12 maanden eerder. Dit is een factor (bijv. 1,014), waarbij een percentage stijging hoort (in dit geval 1,4%). De "jaarmutatie CPI" van een kalenderjaar correspondeert met het gemiddelde van de CPI-waarden van de maanden van dit kalenderjaar, gedeeld door het gemiddelde van de CPI-waarden van de maanden van het eraan voorafgaande kalenderjaar.
Meer algemeen kan het gemiddelde van de CPI-waarden van 12 opeenvolgende maanden gedeeld worden door het gemiddelde van de CPI-waarden van de daaraan voorafgaande 12 maanden.
Dit alles kan ook worden toegepast op de "afgeleide" CPI. Deze is berekend als de gewone CPI exclusief het effect van veranderingen in de tarieven van de kostprijsverhogende (zgn. indirecte) belastingen en de consumptiegebonden belastingen.
De tabelcorrectiefactor wordt berekend op basis van de "afgeleide" CPI, en past de bovengenoemde veralgemening van de "jaarmutatie CPI" toe met perioden van juli t/m juni voorafgaand aan het belastingjaar. Door de marge van een half jaar is de factor ruim vóór de ingangsdatum van het nieuwe tarief bekend.
De indexatie bij het woningwaarderingsstelsel wordt berekend op basis van de "gewone" CPI, en past de "jaarmutatie CPI" gewoon toe met kalenderjaren. De nieuwe bedragen gaan steeds in op 1 juli, dus ook hier is er een marge van een half jaar. Ook de maximale huurverhoging in de gereguleerde sector heeft deze indexatie als basis (er komt wel een toeslag bij). De "jaarmutatie CPI" van 2017 (uiteraard pas toegepast in 2018) was 1,4%.
| Perioden | Jaarmutatie CPI | Jaarmutatie CPI, afgeleid |
| 2010     | 1,3             | 1,1                       |
| 2011     | 2,3             | 2,2                       |
| 2012     | 2,5             | 2,1                       |
| 2013     | 2,5             | 1,3                       |
| 2014     | 1,0             | 0,6                       |
| 2015     | 0,6             | 0,5                       |
| 2016     | 0,3             | 0,3                       |
| 2017     | 1,4             | 1,4                       |
| 2018     | 1,7             | 1,4                       |
| 2019     | 2,6             | 1,6                       |
| 2020     | 1,3             | 1,2                       |
| 2021     | 2,7             | 2,5                       |
| 2022     | 10,0            | 11,8                      |
| 2023     | 3,8             | 3,0                       |

## Basisverlegging
De uitgaven van huishoudens kunnen in de loop van de tijd veranderen. Ook kan een verandering in het welvaartsniveau een ander aankooppatroon tot gevolg hebben. Wanneer het mandje van de CPI niet meer aansluit bij het bestedingspatroon van de consument, kiest het CBS een recenter basisjaar. Dat heet een basisverlegging.